# Nectarinia tacazze
Beija-flor-do-tekezé ou nectarínia-violácea (Nectarinia tacazze) é uma espécie de ave da família Nectariniidae.
Pode ser encontrada nos seguintes países: Eritreia, Etiópia, Quénia, Sudão, Tanzânia e Uganda.